# RED MOON (마마무의 음반)
《RED MOON》(레드 문)은 대한민국의 걸 그룹 마마무의 일곱 번째 미니 음반으로, 2018년 7월 16일 발매되었다. 타이틀 곡은 〈너나 해 (Egotistic)〉이다.

## 개요
- 《Yellow Flower》에 이어 4개월 만에 발매하는 음반이다.
- 각 멤버를 상징하는 네 가지 색깔에 맞춘 음반을 발매하는 포 시즌 포 컬러 프로젝트(4 season 4 color project)의 두 번째 음반이다. 빨간색은 문별을 상징한다.
- 3번 트랙 〈장마 (Rainy Season)〉는 2018년 7월 1일 싱글로 미리 발매되었다.[1]
- 4번 트랙 〈하늘하늘 (청순) (Sky! Sky!)〉은 마마무가 최초로 부른 청순 콘셉트의 곡으로, 게임 ‘이카루스M’의 OST이다. 뮤직 비디오는 7월 14일 공개되었다.[2]
- 5번 트랙 〈잠이라도 자지 (Sleep In The Car)〉는 솔라와 휘인의 말장난을 노래로 옮긴, 트랩 장르의 곡이다.[3] 2017년 마마무의 공연에서 일부분이 몇 차례 공개되기도 하였으며, 2018년 4월 솔라의 첫 단독 콘서트에서 선보이기도 하였다.[4] 특정 자동차 브랜드를 언급하는 가사가 있어 KBS에서는 방송 불가 판정을 받았다.[5]
- 6번 트랙 〈SELFISH〉는 문별의 솔로 곡으로, 2018년 5월 23일 발매된 문별의 첫 음반인 《SELFISH》의 동명의 타이틀곡[6]을 수록한 것이다.

## 트랙 리스트
| #            | 제목                                    | 작사                           | 작곡                     | 편곡  | 재생 시간 |
| ------------ | --------------------------------------- | ------------------------------ | ------------------------ | ----- | --------- |
| 1.           | 〈여름밤의 꿈〉 (Midnight Summer Dream) | 코스믹 사운드, 코스믹 걸, 문별 | 코스믹 사운드, 코스믹 걸 | 3:20  |           |
| 2.           | 〈너나 해〉 (Egotistic)                 | 김도훈, 박우상                 | 김도훈, 박우상           | 3:20  |           |
| 3.           | 〈장마〉 (Rainy Season)                 | 박우상                         | 김도훈, 박우상           | 3:42  |           |
| 4.           | 〈하늘하늘 (청순)〉 (Sky! Sky!)         | 이기, 용배, 문별               | 이기, 용배               | 3:27  |           |
| 5.           | 〈잠이라도 자지〉 (Sleep In The Car)    | 김도훈, 솔라, 문별, 화사       | 김도훈, 솔라             | 3:25  |           |
| 6.           | 〈SELFISH〉 (Feat. 슬기 Of Red Velvet)  | 박우상                         | 박우상                   | 3:12  |           |
| 총 재생 시간 | 총 재생 시간                            | 총 재생 시간                   | 총 재생 시간             | 20:26 |           |

## 차트
| 차트 (2018)                 | 최고 순위 |
| --------------------------- | --------- |
| 대한민국 (가온 차트 '주간') | 3         |
| 대한민국 (가온 차트 '월간') | 7         |
| 대한민국 (가온 차트 '연간') | 89        |

## 수상

### 음악 방송
| 프로그램            | 날짜            |
| ------------------- | --------------- |
| 더 쇼 (SBS MTV)     | 2018년 7월 24일 |
| 엠카운트다운 (Mnet) | 2018년 8월 2일  |